# Tistelsnyltrot
Tistelsnyltrot (Orobanche reticulata) är en art i familjen snyltrotsväxter. Tistelsnyltrot saknar klorofyll och parasiterar på brudborste och kåltistel och kräver kalkhaltig och lätt fuktig mark. Blomningen med gula blommor med violetta nerver sker i juli - augusti.

## Utbredning
Tistelsnyltrot är en vanligt förekommande i Alperna och Kaukasus. I Sverige förekommer växten sparsamt och finns endast på en handfull platser i Västergötland och Skåne. Första fynduppgift i Sverige är från Mösseberg i Västergötland år 1842.

## Externa länkar

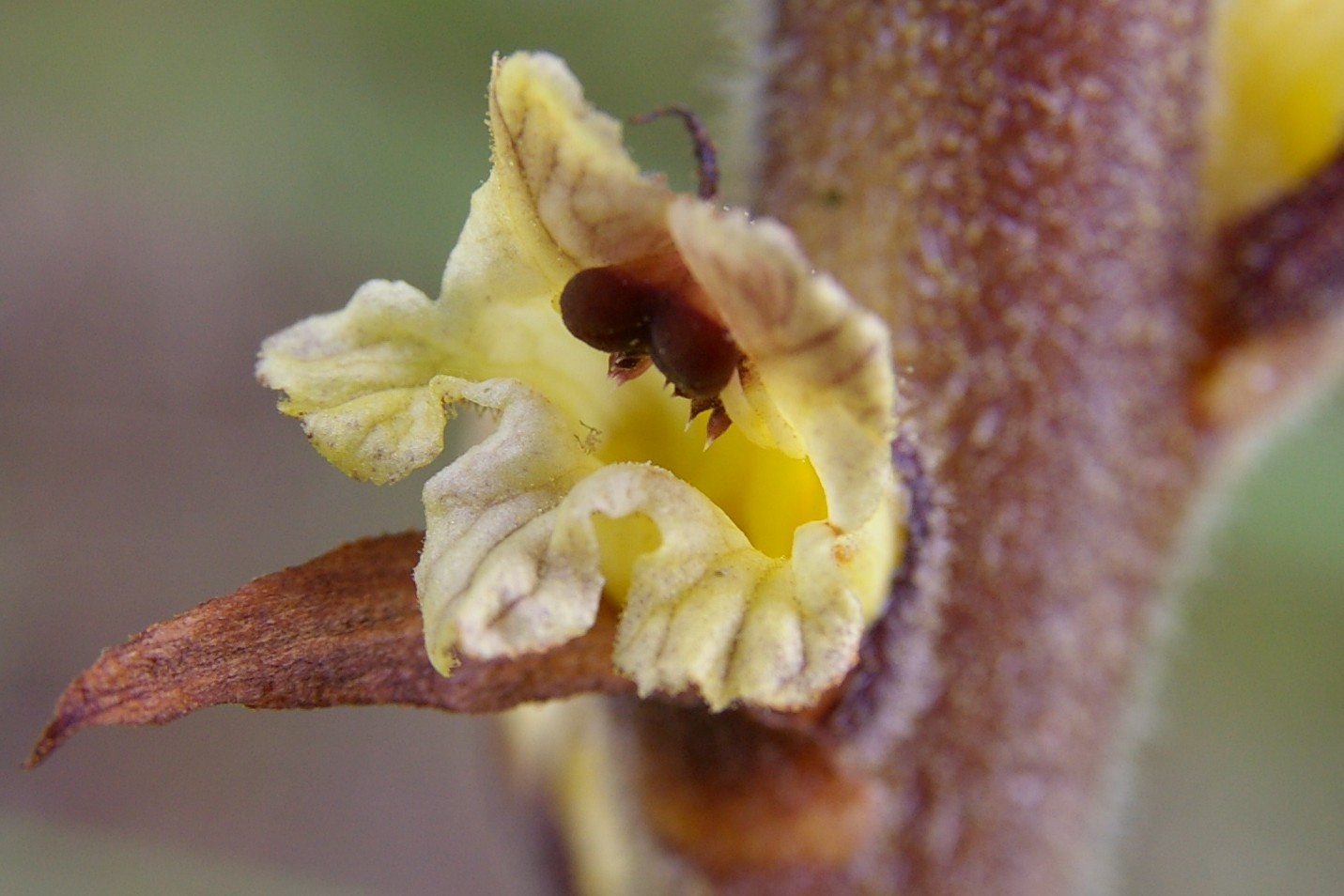